# Guerra de la Independència d'Angola
La Guerra de la Independència d'Angola, també coneguda pels angolesos com Luta Armada de Libertação Nacional, fou el conflicte més llarg d'Àfrica, on participaren tres moviments independentistes angolesos i l'Imperi Colonial Portuguès. La guerra començà com un aixecament contra el cultiu forçat del cotó i es convertí en un conflicte contra el colonialisme que acollia diversos moviments separatistes. Aconseguiren la independència de Portugal l'11 de novembre de 1975 gràcies al Tractat d'Alvor.
Posteriorment, les desavinences entre els grups separatistes, variats i lligats a diferents ideologies polítiques, i la contextualització dels fets durant la Guerra Freda, desencadenaren l'inici de la Guerra Civil Angolesa.

## Antecedents del territori
El 1482, les caravel·les del regne de Portugal, comandades pel navegant Diogo Cão, van arribar al regne del Congo. Les van seguir altres expedicions i es van establir relacions estretes entre els dos regnes. Els portuguesos van portar armes de foc, molts altres avenços tecnològics i una nova religió, el cristianisme. A canvi, el rei del Congo va oferir esclaus, ivori i minerals.
Paulo Dias de Novais va fundar Luanda el 1575 com a São Paulo da Assunção de Loanda. Novais va ocupar una franja de terra amb cent famílies de colons i quatre-cents soldats, i va establir un assentament fortificat. La corona portuguesa va concedir a Luanda l'estatus de ciutat en 1605. Els portuguesos van fundar i mantenir alguns altres assentaments, forts i ports. Benguela, fortalesa portuguesa des de 1587 i ciutat des de 1617, va ser una altra important assentament fundat i governat per Portugal.
El període inicial de la incursió portuguesa va ser puntuat per una sèrie de guerres, tractats i disputes amb governants locals africans, particularment Nzinga Mbandi, que va resistir a Portugal amb gran determinació. La conquesta del territori de l'Angola contemporània es va iniciar només al segle xix i no es va concloure abans dels anys vint.
El 1834, Angola i la resta de dominis portuguesos d'ultramar van rebre l'estatus de províncies d'ultramar de Portugal. A partir d'aquest moment, la posició oficial de les autoritats portugueses sempre va ser que Angola era una part integrant de Portugal de la mateixa manera que les províncies de la Metròpoli (Portugal). L'estat de província va ser interromput breument des de 1926 fins a 1951, quan Angola tenia el títol de "colònia" (administrativament dividida en diverses províncies), però es va recuperar l'11 de juny de 1951. La revisió constitucional portuguesa de 1971 va augmentar l'autonomia de la província, que es va convertir en l'Estat d'Angola.
Angola sempre ha tingut una densitat de població molt baixa. Tot i tenir un territori més gran que França i Alemanya, l'any 1960, Angola tenia una població de 5 milions, dels quals uns 180.000 eren blancs, 55.000 eren mestissos i la resta eren negres. A la dècada de 1970, la població havia augmentat fins als 5.65 milions, dels quals 450.000 eren blancs, 65.000 eren mestissos i la resta eren negres.
En el moment del conflicte, el govern de la província d'Angola estava encapçalat pel governador general d'Angola, que tenia poders legislatius i executius, informant directament al Ministeri de l'Ultramar. El governador general no tenia, tanmateix, responsabilitats militars, que eren adscrits al comandant en cap de les forces armades d'Angola, qui informava al ministre de Defensa Nacional i al cap de l'estat major de les forces armades. No obstant això, el Governador General era responsable de les forces de seguretat internes. El Governador General era assistit per un gabinet format per un secretari general (que servia de vice-governador general) i diversos secretaris provincials. Hi havia un Consell Legislatiu -inclosos els membres designats i elegits- amb responsabilitats legislatives que van augmentar gradualment en els anys seixanta i setanta. El 1972, es va transformar en Assemblea Legislativa. També hi havia un Consell de Govern, que incloïa els alts càrrecs públics de la província i que era responsable d'assessorar al Governador General en les seves responsabilitats legislatives i executives.
En 1961, l'administració local d'Angola incloïa els següents districtes: Cabinda,  Congo, Luanda, Cuanza Nord, Cuanza Sul, Malanje, Lunda, Benguela, Huambo, Bié-Cuando-Cubango, Moxico, Moçâmedes i Huíla. En 1962, el Districte del Congo es va dividir entre la província del Zaire i el districte de Uíge i el de Bié-Cuando-Cubando entre els de Bié i Cuando-Cubango. El 1970 va ser creat el districte de Cunene per la separació de la part sud del districte de Huíla. Cadascun d'ells estava dirigit per un governador de districte, assistit per un tribunal de districte. Seguint el model portuguès del govern local, els districtes estaven formats per municipis (concelho) i aquests se subdividien en parròquies civils (freguesia) cadascuna administrada pel consell local (respectivament "câmara municipal" i "junta de freguesia"). A les regions on encara no s'havia aconseguit el desenvolupament social i econòmic necessari, els municipis i les parròquies civils foren reemplaçats transitòriament, respectivament, per cercles administratius (circunscrições) i posicions (postos ), cadascun d'ells governat per un funcionari designat pel Govern, que tenia amplis poders administratius, realitzava funcions governamentals locals, policials, sanitàries, econòmiques, tributàries i fins i tot judicials. Els administradors de cercle i els caps de càrrecs administratius dirigien els oficials locals nadius de policia auxiliars coneguts com a "sipais" (cipaios). En aquestes regions, les autoritats tradicionals, inclosos els reis, els governants i els caps tribals, es mantenien i s'integraven al sistema administratiu, servint d'intermediaris entre les autoritats provincials i les poblacions autòctones locals.

### Desobediència civil (1948-1960)

Escut de la Província Ultramarina d'Angola fins 1972.

L'Acte Colonial del 8 de juliol de 1930 estableix la supremacia dels lusoangolesos sobre la població indígena. Encara que els nadius poguessin estudiar fins a nivell universitari, en la pràctica la situació era d'una profunda escletxa social entre la població local i els portuguesos que vivien al litoral d'Angola. En 1948, Viriato Clemente da Cruz i altres membres fundarel el Movimento dos Novos Intelectuais de Angola, una organització que promovia la cultura angolesa. Els nacionalistes enviaren una carta a les Nacions Unides on demanaven per a Angola l'estatut de protectorat sota supervisió de l'ONU. En la dècada del 1950 fou creat el Clube dos Marítimos Africanos, format per mariners que portaven informació de Luanda a Lisboa, referent a la repressió exercida a les colònies, promovent les seves idees d'alliberament i agitació política. Alhora, el fort augment de població i de diversitat ètnica a Luanda (240.000 habitants en 1960, dels quals el 65 % eren africans i el 85 % vivia en barris pobres) facilitava la propagació del nacionalisme. A finals dels anys 1950 es produïren els primers incidents aïllats, com la lapidació de cotxes prop dels barris pobres. La resposta de les autoritats es va sentir a través d'incursions, patrulles i negativa a freqüentar llocs públics dels blancs.
En la dècada de 1950, Salazar va incentivar als portuguesos a instal·lar.-se a les províncies africanes, on es dedicaven principalment als portuguesos. En 1953 nacionalistes angolesos fundaren el Partido da Luta Unida dos Africanos de Angola (PLUA), el primer partit polític en reivindicar la independència d'Angola. En 1954 fou creat el moviment polític União das Populações do Norte de Angola (UPNA), per nacionalistes del Congo i d'Angola, que defensaven la independència del regne del Congo, que incloïa altres territoris més enllà d'Angola.
En 1955, Mário Pinto de Andrade i el seu germà Joaquim, crearen el Partit Comunista Angolès (PCA). En desembre de 1956 el PLUA es va unir al PCA, que funcionava en la clandestinitat influenciat pel Partit Comunista Portuguès (PCP), per fundar el Moviment Popular per l'Alliberament d'Angola (MPLA). Aquest, liderat per Viriato da Cruz, Mário Andrade, Ilidio Machado i Lúcio Lara, va trobar suport entre els ambundu de Luanda. En 1959 va tenir lloc la Conferència dels Pobles d'Àfrica a Accra. Les forces nacionalistes aprofitaren l'esdeveniment per, amb el suport de la població dels barris pobres d'Angola, manifestar-se als carrers exigint la independència. Les autoritats van respondre amb la força, i l'endemà la policia va fer detencions a les musseques. En juny de 1960 alguns membres del MPLA, entre ells Agostinho Neto i Joaquim Pinto de Andrade, foren empresonats a Lisboa; dos anys després, Agostinho Neto aconseguí evadir-se de la seva residència, en maig de 1962.
En 1954 el govern portuguès creà l'Estatut de l'Indigenat Aquesta llei dividia la població en dos grups: els "civilizados", ciutadans, i els "indígenas" (...) que no tenien encara la instrucció i els hàbits individuals i socials pressuposats per a l'aplicació plena del dret públic i privat dels ciutadans portuguesos.
D'aquesta manera els africans de les províncies ultramarines no tenien drets polítics: no podien formar partits ni sindicats; podien establir associacions de caràcter cultural, però sempre sota supervisió de la PIDE. Per altra banda, l'estatut permetia que els joves africans viatgessin a Portugal per estudiar a les universitats. Cal destacar els casos de Mário Pinto de Andrade i el seu germà Joaquim, que ingressaren a la Facultat de Lletres de la Universitat de Lisboa; Agostinho Neto, que estudià Medicina a Coïmbra i Lisboa; i Jonas Savimbi, que freqüentà el liceu a Lisboa. Aquesta doble situació va forçar que molts ciutadans angolesos i moçambiquesos s'organitzessin en la clandestinitat i defensessin la lluita armada como a mitjà per assolir la independència. A Portugal, el govern va crear la Casa dos Estudantes do Império, en 1944 amb l'objectiu de formar elits a partir dels naturals de les províncies ultramarines. Per aquesta associació hi passarien destacats polítics de les colònies portugueses com Agostinho Neto, Amílcar Cabral, Eduardo Mondlane, Luandino Vieira, Marcelino dos Santos, Pepetela o Mário Pinto de Andrade. En 1961 vora de 100 estudiants africans fugiren de Lisboa a França, on uns anaren a estudiar i altres es juntaren amb els moviments independentistes. La Casa dos Estudantes do Império de Coimbra i de Porto foren tancades en 1961, i la de Lisboa en 1965.
Dels tres moviments nacionalistes, el MPLA era el de naturalesa més elitista, donat que a les seves files hi havia molts membres que havien estudiat a Portugal i que formaven part de famílies d'elit afroportugueses; el seu suport no tenia un origen ètnic. La fi de l'Estatut data del 1961, any en què Adriano Moreira, ministre d'Ultramar, el va revocar. Amb la fi de l'estatut, passa a ser possible als angolesos "indígenas" tenir la ciutadania portuguesa, sense qualsevol mena de discriminació, i pogueren ser integrats en el sistema d'educació nacional.
Un any després de la fi de l'Estatut de l'Indigenat, Adriano Moreira revoca el Codi de Treball dels Indígenes, creat en 1956. Aquest Codi establia que el sistema d'explotació econòmica estarà recolzat per treballs indígenes, generalment amb baixos salaris. Amb la revocació, els indígenes no es veuen obligats a treballar i trien lliurement per a qui treballar. Tenen accés a la funció pública i finalitza l'obligatorietat dels cultius agrícoles específics. També es permet crear mercats rurals per als productors d'Angola.

Després de la postguerra alguns països africans es van independitzar del Regne Unit, França, Alemanya i Bèlgica. tanmateix, Portugal no va permetre la independència de les seves colònies, donant lloc a diversos moviments independentistes a Angola (UPA/FNLA, MPLA, UNITA), Guinea Bissau (PAIGC) i Moçambic (FRELIMO). De manera general, les tres organitzacions que combatien simultàniament la presència dels portuguesos a Angola mai van treballar juntes per formar una única força d'oposició; al contrari, van lluitar l'una contra l'altra, debilitant així algunes possibilitats d'emergir militarment victoriosos del conflicte.

## Principals actors

### Moviments independentistes

#### Moviment Popular per l'Alliberament d'Angola (MPLA)
A Angola, el primer en sorgir fou el Moviment Popular per l'Alliberament d'Angola (MPLA), en 1956 amb suport dels ambundu, algunes altrse ètnies de les regions de Luanda, Bengo, Cuanza Nord i Sud i Malange, blancs, mestissos, intel·lectuals i membres de l'elit urbana. El MPLA era una organització d'esquerra política, resultat de la fusió del Partido da Luta Unida dos Povos de Angola (PLUA) i del Partido Comunista Angolano (PCA). Fou liderat per Agostinho Neto, secretariat per Viriato Clemente da Cruz i amb suport exterior de la Unió Soviètica i de Cuba; també va intentar cercar el suport dels EUA però aquests preferiren ajudar a l'UPA/FNLA.
Al llarg de la guerra, l'organització política i militar del MPLA va anar evolucionant fins a tal punt que en 1970 ocupava una àrea gran del país, que va dividir, militarment en Regiões Militares (RM)
Les forces del MPLA ascendien a 4.500 elements i estaven equipats amb armament i municions soviètics que era distribuït a través de Zàmbia; era també a partir d'aquest país que el MPLA rebia medicaments i aliments en llauna. El seu armament incloïa pistoles Tokarev TT; pistoles-metralladores de calibres 9 mm M/25 i 7,62 mm PPSH; fusells semiautomàtics Simonov i Kalashnikov; metralladores de diversos calibres; morters de 82 mm; llença-granades (a partir de 1970) i mines antitancs i antipersona.

#### União dos Povos de Angola (UPA)/Frente Nacional de Libertação de Angola (FNLA)

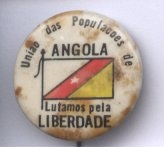
Emblema d'UPA

El 7 de juliol de 1954, es crea la União das Populações do Norte de Angola, amb suport del Congo, pel grup ètnic bakongo, del Nord-oest i Nord d'Angola i amb forts lligams al Zaire, a través del seu líder Holden Roberto, amic i cunyat del President Mobutu; en 1958 passa a designar-se, de forma més completa, com a União das Populações de Angola (UPA). A partir de 1962, es va unir al Partido Democrático de Angola creant el Front Nacional d'Alliberament d'Angola (FNLA), organització proestatunidenca i antisoviètica. En 1960, Holden Roberto signà un acord amb el MPLA per lluitar plegats contra les forces portugueses, però l'acord es va desfer. El FNLA va arribar a crear un govern a l'exili, el Govern Revolucionari d'Angola a l'Exili.
la facció armada de l'UPA/FNLA era l'Exército de Libertação Nacional de Angola (ELNA). Els seus suports provenien del Congo i d'Algèria, i les seves tropes eren entrenades al Zaire amb finançament estatunidenc i armament de l'Europa de l'Est, encara que es consideressin anticomunistes. Estaven armats amb fusells semiautomàtics Simonov i Kalashnikov; pistoles; morters de 60 mm i 81 mm; i llençagranades.

#### União Nacional para a Independência Total de Angola (UNITA)

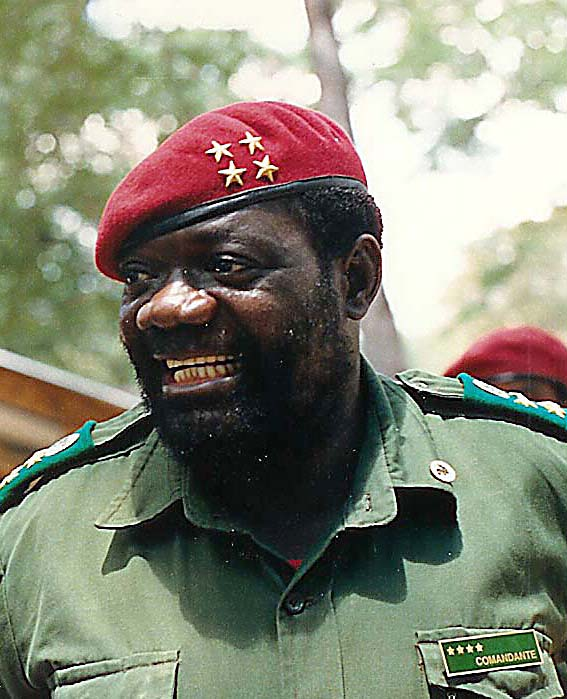
Jonas Savimbi d'UNITA

En 1966, Jonas Savimbi, aleshores membre del FNLA, va trencar amb Holden Roberto acusant-lo de complicitat amb la política imperialista dels Estats Units i va crear la União Nacional para a Independência Total de Angola (UNITA), recolzada ocasionalment per Zàmbia i per Sud-àfrica, amb lligams amb la PIDE (a partir de 1969; Savimbi arribà a fer un acord per combatre contra el MPLA a l'Est d'Angola), la CIA i la Xina. Savimbi va formar part del GRAE com a Ministre de Relacions Exteriors i representava al grup ètnic ovimbundu, de l'altiplà central i les províncies del sul.
Les forces d'UNITA eren les que tenien menys guerrillers: 500, segons l'exèrcit portuguès; al voltant de 4.000, segons la pròpia UNITA. La seva àrea d'acció estava limitada a l'est d'Angola i el seu armament sempre era de mala qualitat. Aquestes dificultats van portar Savimbi a comprometre's amb Portugal i Zàmbia. Part de la seva lluita fou contra el MPLA, a favor de la qual perdia terreny; les seves accions guerrilleres es van limitar a atacs puntuals als vehicles, segrests i intimidació.

### Forces portugueses
Al començament del conflicte a Angola només hi havia 1.500 soldats de les Forces Armades Portugueses i 5.000 reclutats localment. Al final del primer any, el número va augmentar a més de 33.000, arribant a 65.000 en els anys finals del conflicte. Foren utilitzats 94 avions, 45 helicòpters, vuit navilis i 16 lanxes de desembarcament.
Les diferents forces portugueses que van estar presents a Angola foren les següents:
- Batalhão de Caçadores: per les forces militars portugueses, aquesta va ser una guerra per a la qual no estaven preparats inicialment. A diferència d'una guerra convencional, Portugal va haver de lluitar contra una guerrilla que exigia més recursos humans i equips, i l'organització no seguia una línia regular. La guerrilla estava a tot arreu; no estaven establerts en una àrea definida com ho feia un militar convencional i, per tant, fan que l'activitat militar sigui més esgotadora. La unitat militar més utilitzada per les forces portugueses va ser el Batalló de caçadors,[45] caracteritzat per la seva capacitat d'autonomia. Cada batalló era constituït, habitualment, per quatre companyies[46] de vora de 170 homes, comandats per un capità.[47] Les Companyies de Caçadors eren una unitat amb funcions al mateix temps tàctiques i administratives.[48]

- Cavalleria: la guerra a Angola assistí a la utilització del cavall com a mitjà de combat. Això es deu a les característiques del terreny i del clima d'Angola. D'origen sud-africà i argentí, els cavalls començaren a ser utilitzats en 1966 per un escamot del Grup de Cavalleria n. 1. A partir de 1970, algunes unitats "a peu" passaren a realitzar operacions muntades. Força utilitzades a l'Est, aquest grup muntat feia el reconeixement de les zones d'implantació guerrillera, preparant el terreny per a operacions dels Comandos i Paracaigudistes. El gran avantatge del seu ús era l'augment de l'extensió del terreny patrullat, alhora que era un mitjà més silenciós que l'helicòpter o un carro de combat, i permetia el reconeixement de zones de difícil accés a peu. El seu desavantatge era l'exigència d'una logística més complexa, ja que calia un nombre més gran d'homes per escamot i abastiment aeri de les racions.[49]

- Comandos: els comandos eren una força especial de l'exèrcit preparada per a realitzar operacions que implicaven un alt risc i rigor psicològic. En aquest context, aquesta força es crearia per combatre les forces guerrilleres dels moviments d'independència d'Angola el 1962.[50] Inicialment, els primers comandos es van originar amb voluntaris dels batallons de caçadors. Amb la creixent demanda de conflictes, es van crear les primeres companyies de comandos el 1964. En total, 23 companyies van lluitar a Angola.[51] En total, dels 9.000 homes sobre el terreny, 357 van perdre la vida, 771 ferits i 28 van desaparèixer.[52]

- Fuzileiros: els fuzileiros, una força especial e lMarina Portuguesa, va néixer a finals de 1960.[53] Un any més tard, al novembre de 1961, va partir cap a Luanda el primer destacament per donar suport a la nova ocupació militar del nord d'Angola, després dels esdeveniments del 15 de març.[53] El 1965, van estar presents a Angola 4 destacaments de fuzileiros especials i dos infants de marina; l'evolució de la guerra va determinar que s'alterés el nombre de destacaments per a dos i quatre, respectivament[53] Armats de G-3, els fuzileiros actuaven en grups de quatre o cinc homes, i es movien en llanxes pneumàtiques Zodiac, Zebro III, bots de fibra o vaixells; han estat llançades diverses vegades per helicòpters Alouette III i SA-330 Puma. Al llarg del conflicte eren armats amb el bazuca LGF 8.9, llençacoets 37 mm, morters 60 mm i 81 mm, dialgrames ALB i metralladores MG i HK21.[53] A Angola hi havia 17 destacaments de marines especials i 22 companyies de marines, 44 homes van morir en total.[53]

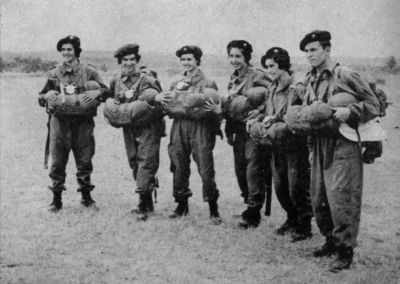
1r Curs d'Infermeres Paracaigudistes.

- Paracaigudistes': les tropes paracaigudistes eren aleshores força especial integrada en la Força Aèria Portuguesa. Foren creats en 1952.[54] La primera Companyia de Caçadors Paracaigudistes arribà a Luanda el 16 de març de 1961, després dels esdeveniments del 15 de març: dues companyies més arribaren en els pròxims dos mesos. Aquestes unitats recolzaren la reocupació de pobles prèviament ocupats per la UPA/FNLA. Al maig, el Batalló 21 de Caçadors de Paracaigudistes es va crear a partir de la unió de les tres companyies i, a l'agost, van fer la seva primera operació a la regió de Quipedro, saltant des de C-54 Skymaster . Tanmateix, l'avió més utilitzat per a l'acció de paracaigudes va ser el Nord Noratlas i, al final de la guerra, els helicòpters Alouette III i Puma SA330 que els donaven més mobilitat i sorpresa en els assalts. Les armes lleugeres més utilitzades per aquestes forces especials eren el fusell americà AR-10, amb un calibre de 7,62 mm, i de vegades el G-3 amb culata retràctil. De l'equip pesat utilitzat pels paracaigudistes, les metralladores MG42 i HK21, i el llançador de coets Sneb de 37 mm. Al llarg del conflicte, els paracaigudistes van perdre 47 homes en combat.[55] En 1956 Isabel Rilvas Mathias, la primera dona paracaigudista portuguesa, va idear la creació d'un cos d'infermeres paracaigudistes.[55][56] Contacta amb el general Kaúlza de Arriaga qui demana a Salazar la creació d'aquest cos mèdic. Les primeres imfermeres arribaren a Luanda el 23 d'agost de 1961 i les va unir al Destacamento Avançado das Tropas Pára-Quedistas. La seva última missió es va produir entre agost i setembre de 1976 en l'evacuació de civils de Timor Oriental cap a Lisboa.[57]

- Forces de reclutament local: diverses forces especials van tenir un paper important del cantó portuguès, tant a Angola com a tot el conflicte colonial:[21][55][58][59]
  - Flechas:[60] tropa controlada per la PIDE, formada per homes de tribus locals i desertors, alguns del MPLA, especialitzats en el seguiment de pistes, el reconeixement local i les operacions antiterroristes. En diverses ocasions patrullaven amb uniformes capturats, i foren recompensats amb diners per cada guerriller o arma capturat. Van actuar inicialment al sud però, a causa del seu èxit, es van repartir ràpidament a altres regions; el seu nombre va arribar a uns 2.500 homes;
  - Fieis kantanguesos:[61] gendarmes que donaven suport a Moïse Tshombé; vora de 2500 homes amb entrenament militar de les tropes portugueses i formació polític per la PIDE. La seva àrea fou el Frente Leste d'Angola;
  - Leais zambians:[61] força composta por refugiats de Zàmbia, del Congrés Nacional Africà (ANC); actuaren a l'est i sud d'Angola;
  - Grupos Especiais (GE; 1968):[60] forces locals amb entrenament similar als comandos, estacionats junt amb les forces regulars i sota les seves ordres. El contingent, que arribà a tenir 3000 homes, actuà essencialment al nord i a l'est. Els GE eren en tot semblants als Flechas, però formaven part de les forces armades;
  - Grupos Especiais Pára-quedistas (GEP; 1970):[60] unitats de soldats voluntaris locals entrenats en paracaigudisme;
  - Grupos Especiais de Pisteiros de Combate (GEPC; 1971): unitats especials de seguiment de rastre.

Els avantatges principals de l'ús de forces locals van ser els costos de manteniment i entrenament més baixos; major eficiència operativa ja que coneixen bé el camp de les operacions; i avantatges socials i econòmiques, ja que evitava l'augment de la contractació de personal a Portugal. Al llarg del conflicte, Portugal va reclutar més i més tropes locals fins al punt que, el 1974, prop de la meitat del contingent portuguès estava format per aquestes forces.

## El conflicte

### 1961: inici del conflicte

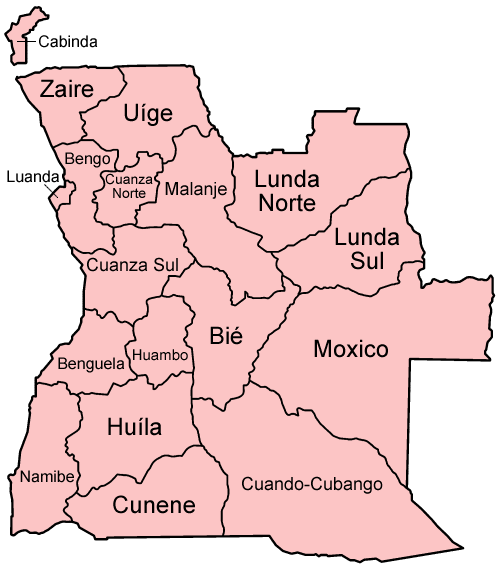
Subdivisions d'Angola

#### 4 de gener: revolta dels treballadors dels camps de cotó
Fou una revolta purament laboral sense qualsevol mena de motivació política i que no té res a veure amb l'inici de la guerra. La data d'inici del conflicte no està consensuada, tot i que, pel govern d'Angola, el 4 de febrer de 1961 és el dia oficial del començament de les Forces Armades d'Alliberament Nacional. No obstant això, un mes abans, el 4 de gener, hi ha una revolta de Bixa de Cassange (Malange), on es produeix un aixecament popular dels milers de treballadors dels camps de cotó de la companyia belga-lusitana Cotonang. Les dures condicions de treball i de vida, la constant repressió es va aliar amb la influència de la independència del Congo al juny de 1960 (a la regió de Cassange vivien els bakongo que tenien orígens comuns amb el poble del Congo) van ser els principals factors que van originar l'aixecament d'aquests angolesos. Els obrers van decidir fer vaga armats amb matxets i canhangulos (pistoles artesana,s). Designada com la "Guerra de Maria", per haver estat inspirada per António Mariano lligat a UPA, els rebels destruïren plantacions, ponts i cases. La resposta de les forces portugueses és dura i violenta, a través de caçadors i  bombes incendiàries llançada des de la Força Aèria de Portugal (FAP), causant un elevat nombre de morts: entre 200 i 300, o fins i tot alguns milers. Tots aquests esdeveniments són ocultats al públic en general. Aquest dia és conegut a Angola como el Dia dos Mártires da Baixa de Cassange, i ha estat considerat l'esdeveniment que "va despertar la consciència patriòtica dels angolesos i la unitat dels angolesos a favor de la seva llibertat".

#### 4 de Febrer
Mentre duraven les operacions de contenció de la revolta de Cassange, el 4 de febrer, un grup d'uns 200 angolesos, potser vinculats al MPLA, ataca la Casa de Reclusão Militar, a Luanda, la casern de la 7a brigada de policia,la seu dels CTT i l'Emissora Nacional d'Angola. L'objectiu era alliberar alguns detinguts, però l'atac seria un fracàs, van morir cinc policies, un sipai i un caporal de la Casa de Reclusão, i 40 dels atacants, i cap dels presoners alliberats. Aquest atac va coincidir amb la presència de periodistes estrangers que esperaven les novetats del vaixell Santa Maria, que havia estat desviades pel capità Henrique Galvão i altres opositors al règim portuguès, i que, suposadament, atracaria a Luanda. D'aquesta manera, al contrari de la revolta del 4 de gener, els incidents del 4 de febrer foren de coneixement públic. El 6 de febrer, durant els funerals de la policia, unes dues dotzenes de ciutadans negres van morir a causa d'una suposada provocació; al mateix temps, les autoritats portugueses, i alguns ciutadans blancs, atacaren violentament els ciutadans ètnics angolesos que vivien als musseques (barris degradats). Cinc dies després, membres del MPLA atacaren una presó, i els portuguesos van respondre violentament, provocant més víctimes mortals.
| «             | La venjança portuguesa va ser gran. La policia va ajudar els guàrdies civils a organitzar les massacres nocturnes als barris marginals de Luanda. Els blancs treien els africans fora de la seva vides seves habitacions, els van matar i van deixar els seus cossos als carrers. Un missioner metodista va dir que hi havia al voltant de 300 morts. | » |
| — John Marcum | |   |

L'historiador angolès Carlos Pacheco descriu a MPLA, um Nascimento Polémico, el desperar polític a Luanda a la fi dels anys cinquanta i principis dels 60, afirma que el MPLA va néixer a principis dels anys 60 i no el 1956, un any marcat per la història oficial, i suggereix que aquest moviment encara era, a principis de 1961, en una etapa incipient. Pocs mesos abans la PIDE arrestà Agostinho Neto i alguns partidaris seus. Pel que fa al "4 de Fevereiro", no hi ha dubte que "qui va reagrupar els rebels de 61, majoritàriament del municipi d'Ícolo e Bengo, era l'UPA de la mà de Neves Bendinha".
Malgrat que el MPLA considera com a seva la revolta del 4 de febrer, el cert és que fou orquestrat pel clergue mestís Manuel Joaquim Mendes das Neves (Golungo Alto, 25-01-1896 — Soutelo (Vila Verde) 11-12-1966) que tenia lligams amb la UPA. Va ser arrestat per PIDE qui va trobar nombroses armes en la seva sagristia, però sempre va negar la seva participació en els assalts. En el seu relat a policia, va declarar que "els disturbis del 4 de febrer no eren ni els disturbis, van ser estúpidament engendrats i l'assalt a la Casa dels Soldats va ser un fracàs de tal magnitud perquè un soldat negre i un furriel mestís van arribar per dominar la situació". Segons les declaracions el canonge Manuel das Neves fou contactat, sabria què passaria i hauria intentat aturar l'acció, però no va poder denunciar als que confiaven en ell. Va ser deportat a la metròpoli, on va morir el 1966. Va ser una acció molt improvisada, controlada ràpidament, realitzada per grups sense armes de foc, i que, fins i tot avui, no tenen paternitat clara.
A Portugal, el Ministre de Defensa Botelho Moniz reacciona als esdeveniments amb un ordre en el qual aconsella la imposició d'un règim just i humà a les regions del cultiu del cotó, per evitar problemes econòmics i polítics. Els Estats Units, a través del seu ambaixador a Portugal, Charles Burke Elbrick, es troben amb Botelho Moniz; el seu objectiu era que Moniz pressionés Salazar per canviar la seva política colonial i promoure l'autodeterminació de les colònies africanes. El 10 de març, la qüestió angolesa s'introdueix a les reunions de l'ONU.

#### 15 de Març, massacre d'UPA al Nord
Durant el mes següent la calma va tornar a Luanda, i semblava que res havia passat. El 15 de març es produeix el primer atac de les forces de Holden Roberto (UPA9 a la regió Nord d'Angola, en particular les províncias d'Uíge i del Zaire. Disfraçat de diada festiva, dia do casamento da filha do Nogueira, la massacre fou preparada al Congo mesos abans. El sentiment de revolta començarà després de la Conferència Panafricana d'Acra, a Ghana, en desembre de 1958, on hi eren presents Holden Roberto. Frantz Fanon, i altres nacionalistes africans, que aconsellaren Holden Roberto d'utilitzar la força i vessar sang dels colons, doncs només així acabarien amb el colonialisme portruguès.
La massacre va durar uns tres dies. Les forces d'UPA envaïren postos administrativos i hisendes, matant totes les persones que s'hi trobaven, independentment si eren blancs o negres, ja integrats en el sistema colonial, homes, dones o infants. Hi moriren més de 5.000 persones, d'elles una cinquena part d'origen europeu. Els atacants estaven armats de matxets i es pensaven que eren immunes a les bales dels colons, que deien que eren fetes d'aigua. Les massacres es van estendre cap al sud a Kwanza-Nord, Luanda i Bengo, on els rebels proclamaren Nambuangongo com a "capital de l'Estat Lliure", després que fos abandonada pels europeus.
A Luanda van començar a arribar milers de refugiats. Portugal no va poder respondre a aquest gran atac com en situacions anteriors. Era la pròpia població colonial, juntament amb el Govern, la que es va organitzar immediatament per fer front a les amenaces de la UPA, a través de l'Organització Provincial de Voluntaris de la Defensa Civil d'Angola. La resposta d'aquesta organització era igualment violenta, i l'objectiu era la població negra que quedava als llogarets.
A partir d'aquesta data, i després de tots els esdeveniments registrats des de principis d'any, Angola i Portugal estaven en guerra. Tot i així, i fins i tot per sorpresa, la imatge que el Governador General d'Angola Álvaro da Silva Tavares dona és de tranquil·litat i de control de la situació. Des de Portugal, fins ara, no hi havia hagut cap reacció. El 17 de març, Salazar reacciona indignat, titllant de "terroristes" els atacants angolesos. Les forces de seguretat portugueses a Angola es limitaven a 1.500 soldats de les Forces Armades i 5 000 reclutats localment. El 15 de març, hi foren enviades quatre Companyies de Caçadors Especials i l'endemà, les primeres tropes de paracaigudistes van arribar a Luanda.

#### Reocupació del Nord

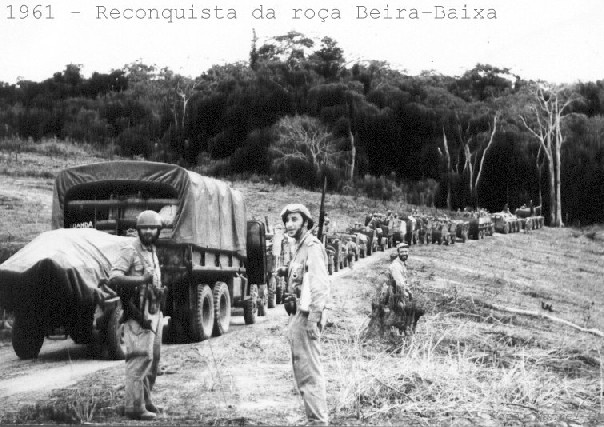
Columna mobilitzada per la reconquesta de Beira Baixa al nord d'Angola (1961).

Després dels ataca del 15 de març vila de Nambuangongo, a 200 km de Luanda, fou abandonada. L'UPA va aprofitar l'oportunitat per establir-hi la seva caserna general, passant a controlar bona parat del Nord d'Angola, i amenaçant la ciutat de Luanda.
La reacció del govern portuguès a tots els esdeveniments verificats des de començaments d'any, fou inesperadament lenta,tot i que ja s'havia preparat el reforç de tropes a Angola. A nivell militar, no es podia fer res per recuperar algunes de les àrees del nord, donat el petit nombre de tropes a terra. Mentrestant, a Portugal, Botelho Moniz intenta un cop d'estat, sense èxit, i és despatxat per Salazar. El 13 d'abril, Salazar va emetre un comunicat, a través de la ràdio i la televisió, anunciant un canvi de govern donada la preocupant situació a Angola; acaba el seu discurs amb la frase:
| «         | Si necessiteu una explicació perquè assumiu la cartera de la Defensa Nacional fins i tot abans de la remodelació del govern que passarà a continuació, l'explicació pot tenir la forma d'una paraula, i això és Angola (...). Caminar amb rapidesa i força és l'objectiu que posarà a prova la nostra capacitat de presa de decisions." | » |
| — Salazar | |   |

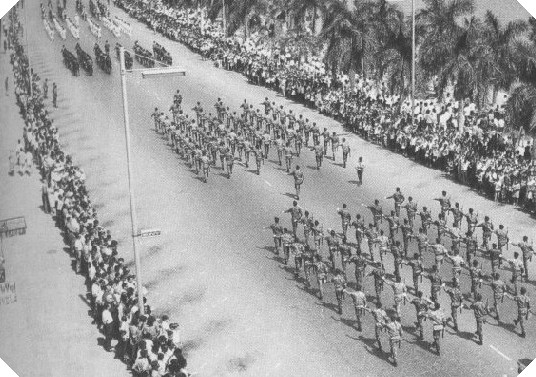
Desfilada militar a Luanda.

L'1 de maig va arribar per mar el primer contingent militar, a bord del pailebot Niassa. A continuació, marxen cap al nord-est amb l'objectiu de tallar els enllaços guerrillers a les seves bases al Congo. Els mesos de maig i juny marquen la reocupació de diverses posicions pels Batallons de Caçadors (Damba, Sanza Pombo, São Salvador, Cuimba) i per les forces de Fusellers (Tomboco). A les difícils condicions del terreny, s'uneixen a les accions de les guerrilles que van tallar les carreteres amb arbres, obriren trinxeres i destruïren ponts; un batalló va trigar 18 dies des de Luanda a Maquela do Zombo. A la fi de juny, les Forces Armades van emetre un primer informe amb el nombre de víctimes: 50 soldats morts entre el 4 de febrer i el 30 de juny.

#### Operació Viriato
Acabada la primera fase de recuperació del nord es planeja la reconquesta de Dembos i, en particular, de Nambuangongo. El contingent militar portuguès ascendia a 30 000 homes. El General Silva Freire decideix efectuar una operació de gran envergadura anomenada "Operació Viriato". Aquesta operació tenia per objectiu el control dels eixos Caxito-Nambuangongo i Ponte do Dange, i Muxaluando-Nambuangongo, i implicava dos batallons de Caçadors i un esquadró de Cavalleria, amb suport d'artilleria, enginyeria i la Força Aèria, Durant tot aquest període de reocupació de la zona Nord d'Angola, les forces portugueses són pressionades pel Govern de Lisboa de tal manera que en setembre tota aquella regió torna a estar sota domini portuguès perquè tindria lloc l'Assemblea General de l'ONU que ja tenia en el seu programa el conflicte entre Portugal i Angola i la qüestió de l'autodeterminació i la independència d'aquest país.
L'operació comença el 10 de juliol i la ruta a Nambuangongo no va ser fàcil, ja que les tropes portugueses van patir diversos atacs de l'UPA. El 9 d'agost, el Batalló de Caçadors 96 és el primer a arribar; l'Esquadró de Cavalleria 149 arriba l'endemà; el Batalló de Caçadors 114 va quedar atrapat en el camí. Tot i que l'operació es va considerar un èxit, Nambuangongo ja havia estat abandonada per la guerrilla. Al final de l'operació van morir 18 homes i 61 quedaren ferits. El mes d'octubre assenyala el control d'àrees prèviament abandonades per les forces portugueses. El 3 d'octubre, la ciutat de Caiongo, l'últim poble controlat per UPA, és reocupat. És el final d'un any sagnant, i d'ara endavant, després del final de la reconquesta del Nord, la "guerra" va acabar designant operacions militars com "accions policials militars".
En el context de l'organització, les posicions de governador general i comandant en cap de la "província" es fusionen en un, sent nomenat el general Venâncio Augusto Deslandes, el 17 de juny, per ocupar el càrrec. No obstant això, les idees sw Deslandes, que defensava certa autonomia a Angola, amb el temps causen algunes molèsties al govern, i va ser reemplaçat pel general Silvino Silvério Marques al final de 1962; Deslandes va arribar a pensar en la creació d'una universitat a Luanda i en la promoció de l'educació entre els nadius d'Angola, poc qualificats. En l'àmbit polític, l'Estatut d'indigenat, fundat el 1954, va ser derogat al setembre de 1961 per Ministre d'Ultramar Adriano Moreira.
Al final del primer any del conflicte, sobre 150.000 ciutadans angolesos s'havien refugiat al veí Zaire, arribant a un total de 450.000 al final de la guerra en 1974; a Zàmbia, s'havien refugiat vora de 25.000.

### De 1962 a 1965

#### Reorganització de les forces en conflicte
El segon any de conflicte marca la reorganització i modernització de les tropes portugueses tant a nivell logístic com d'equipament. En mitjans tàctics es va adoptar la "quadrícula" en detriment de petites unitats mòbils d'intervenció ràpida, defensades per Francisco da Costa Gomes. Encara millor organitzades i superiors en termes militars, les tropes segueixen estant subjectes a les dificultats del terreny, la guerrilla i l'amenaça física i psicològica de la utilització de les primeres mines. Les forces de l'UPA, amb suport del Congo, són les que amenacen més als portuguesos, ja que, des del 4 de febrer els guerrillers del MPLA va patir una fractura en la seva organització donada la repressió rebuda aquell dia. L'UPA organitza en 1961 el Govern Revolucionari d'Angola a l'Exili (GRAE), reconegut per alguns estats africans; en 1962 alterà la seva designació per la de Front Nacional d'Alliberament d'Angola (FNLA). No obstant això, donat el suposat suport dels Estats Units, el seu líder, Holden Roberto, veu la seva imatge deteriorada. També en 1962, modernitza els seus equips de guerra: l'AK- 47, semiautomàtica Simonov, la pistola metralladora PPSH i RPG-2 llançagranades i RPG-7, granades de mà d'origen italià "Società Romana" i les mines d'Europa de l'Est.
A nivell intern dels moviments d'alliberament, van continuar les divergències i els intents de crear un front únic. El 1962, durant un Congrés del MPLA, Agostinho Neto i Mário de Andrade van formar un nou comitè executiu deixant fora Viriato da Cruz. L'any següent, al juliol de 1963, es va celebrar una conferència a Brazzaville, reunint tres organitzacions: Ngwisako, Movimento para a Defesa dos Interesses de Angola i Movimento Nacionalista de Angola. L'objectiu era crear un front unit anomenat Frente Democrática de Libertação de Angola (FDLA). Dels seus membres en formaria part Viriato da Cruz que acaba per criticar el moviment, afirmant que es tractar d'un lligam del MPLA amb organitzacions simpatitzants dels portuguesos; Viriato i altres elements acabarien expulsats del Front. El mateix mes, l'OUA es reuneix amb membres de FNLA, FDLA i altres, i apunta a FNLA com l'únic moviment nacionalista d'Angola; demana també que el GRAE sigui reconegut pels altres països d'Àfrica, i que els altres moviments nacionalistes s'uneixin al FNLA. Mário de Andrade era contrari s la creació del FDLA, i Agostinho Neto, nomenat per presidir aquest front, va criticar la recomanació d'unir-se a la FNLA.
Mentrestant, en 1963, un nou moviment d'independència, el Front d'Alliberament de l'Enclavament de Cabinda (FLEC), dirigit per Luis Ranque Franque, lluita per la independència del seu territori, Cabinda . Geograficacamente separada d'Angola, Cabinda és una regió amb grans reserves costaneres de petroli. Protectorat portuguès des de 1885, data del Tractat de Simulambuco, el govern de Salazar va integrar la regió administrativament a Angola en 1956, en violació del Tractat.
Fins a 1974, el FLEC va lluitar contra Portugal. Amb el tractat d'Alvor (1975), del qual el FLEC en va ser exclòs, Cabinda esdevé part integrant d'Angola i, a partir d'aquesta data, la lluita es fa contra Angola mateixa, quan el MPLA envaeix el territori.

#### Crítiques i suports al colonialisme portuguès
Les primeres crítiques a la resistència a la descolonització del govern portuguès es remunten al 10 de març de 1961 quan el problema es presenta a l'ONU. La delegació portuguesa abandona l'Assemblea General i, al mes següent, anuncia la seva posició a favor de l'autodeterminació d'Angola. L'any següent, l'Organització de la Unitat Africana talla les seves relacions amb Portugal.
El govern de Salazar, conscient de les diferents divisions entre països africans, aprofita aquesta situació per donar suport al moviment de Katanga, recentment independitzada del Congo belga, liderat per Moïse Tshombé. No obstant això, el 1963, les forces militars de l'ONU van atacar aquest moviment, fent que fugissin cap al nord-est d'Angola, controlat per les forces portugueses. En 1964, després d'una revolta política a causa de la problemàtica situació interna del Congo belga, Tshombé assumí el càrrec de primer ministre a Leopoldville. Tant per Portugal com per Tshombé, la situació era positiva, ja que la regió nord d'Angola ja no estava sota pressió, i Tshombé rebia armes portugueses per lluitar contra un moviment rebel. El 1965 es produí un nou canvi: el president Kasavubu destituí Tshombé, i després d'un cop d'Estat, Mobutu assumí el poder al Zaire. Mobutu, emparentat amb Holden Roberto, augmenta el suport al FNLA.
Després de l'assassinat del President John F. Kennedy i la pujada al poder de Lyndon Johnson en 1964, els Estats Units alteraren la seva política anticolonial i reduïren el suport al FNLA. La nova política nord-americana va considerar que l'anticolonialisme era més avantatjós per als països de l'Est, en particular la Unió Soviètica; aquest pensament polític era similar al portuguès. La manca de suport dels EUA condueix a un fort descens de l'activitat de la guerrilla de Holden Roberto. No obstant això, l'ascens al poder de Mobutu el 1965 representaria un nou esperit per a l'organització. Tanmateix, donades les relacions no oficials del Zaire amb Portugal, aquest suport canviarà el 1969, d'una banda, pel malestar causat per la guerrilla del FNLA entre les poblacions de la frontera amb el Congo; i, d'altra banda, la necessitat d'utilitzar el ferrocarrils de Benguela per exportar els seus minerals a través del port de Lobito. A partir d'aquest moment, els combatents del FNLA es van limitar a una base de Kinkusu prop de Kinshasa, és a dir, fora d'Angola. Aquest nou suport va tenir interès polític per a Mobutu que volia comprometre's amb la lluita per l'alliberament colonial.

### 1966: obertura del front Est

#### Creació d'UNITA
El 1966, Jonas Savimbi va crear UNITA, després d'haver estat en conflicte amb Holden Roberto de FNLA / GRAE. Pràcticament limitat al suport ovimbundu, Savimbi estableix la seva base a Zàmbia, i en algunes parts d'Angola. La primera operació d'UNITA data de desembre de 1966, amb un atac a Cassamba, a l'Est, seguit d'un altre a Teixeira de Sousa. D'acord amb l'exèrcit portuguès, però, el MPLA reclama per a si l'autoria d'aquest atac al març d'aquell any. Tanmateix, una anys més tard, l'organització de Savimbi és expulsada de Zàmbia després d'atacar el ferrocarril de Benguela i un tren que transportava coure. Encara que fràgil en relació amb l'armament, la força de la UNITA es basava fonamentalment en la forta personalitat de Savimbi que va obtenir un suport massiu a les poblacions. Aquest any, la UNITA de Savimbi, augmenta la seva activitat a la zona est, cap al Bié. El 1968, amb el suport de la població, UNITA pogué infligir greus danys a la via fèrria de Benguela, destruint metres de rails i fent descarrilar algunes composicions. D'acord amb Savimbi, UNITA passa a tenir la se va seu a l'interior d'Angola.

#### Front Oriental (Frente Leste)
El 1963, el MPLA va ser expulsat de Kinshasa per Mobutu, i va establir la seva nova seu a Brazzaville. No obstant això, el MPLA va continuar tenint dificultats per progressar a terra a causa de la presència de les tropes portugueses, i el més important, la presència del FNLA, amb qui va tenir diversos enfrontaments i va perdre alguns homes. <L'any següent, el 1964, el MPLA llança una ofensiva contra l'enclavament de Cabinda, però no obté un gran èxit a causa de la petita grandària de la regió, la manca de capacitat de resposta de la població i el fet que Portugal ha millorat militarment la zona de la defensa de la Gulf Oil Company, una empresa estatunidenca per a l'explotació de petroli. L'any 1964 marca una sèrie de contratemps dins del MPLA. No obstant això, Agostinho Neto pot dur a terme una reestructuració de l'organització, aconseguint el reconeixement del moviment per part de l'OUA, que ja havia reconegut la FNLA. Aquesta situació suposa una victòria política tant interna com externa.
Al març de 1966, el MPLA obre el front de l'Est causant certa sorpresa les forces portugueses que pensaven que tenien la situació controlada militarment. Des de fa algun temps no hi havia activitat militar significativa del MPLA, que estava aturat al nord i, alhora, el FNLA efectuava només atacs ocasionals. El MPLA continuaria la seva progressió en el camp fins Cuando Cubango, que penetren en la part central del territori, una àrea estratègica, important pels seus recursos naturals i on es concentra la població. Per aquest temps, les tropes portugueses controlen la major part de les poblacions, les rutes terrestres entre les diferents ubicacions i la infiltració de guerrillers al territori. Es considerà fins i tot per alts oficials de l'exèrcit una solució política al conflicte per tal de protegir una font important d'ingressos com els diamants i el Caminho de Ferro de Benguela. No obstant això, no pensaven el mateix els oficials d'alt rang, que gaudien de bones condicions de vida a Angola, ni el Govern de Lisboa que continuava intransigent sobre la qüestió de la independència d'Angola. En aquest moment, hi havia una gran circulació monetària a Luanda.
Des de 1967, l'estratègia del MPLA és controlar la part est d'Angola, al llarg de la frontera amb Zàmbia. Junts, el govern del MPLA, el poble i la guerrilla comencen a tenir cert èxit militar i va crear el concepte de "zona alliberada".
Amb l'obertura del front oriental, la guerra entra en una nova fase en què totes les forces lluiten, i en què el conflicte guanya una dimensió internacional. El 1968, al voltant de 2.000 catanguesos s'uniren a les tropes portugueses que rebien formació de comandos. UNITA dona suport a les tropes SWAPO que circulaven entre Zàmbia i Namíbia a través d'Angola, és a dir, la regió de Cuando Cubango; a canvi UNITA rebia armes de qualitat. Sud-àfrica, tractant d'evitar la penetració del SWAPO a Namíbia, proporciona pilots i helicòpters a les forces portugueses.

### De 1968 a 1973
El 1968, el MPLA va crear una nova caserna general a Teixeira de Sousa, a la frontera amb el Congo, i va començar a anar a Malanje per establir la seva quarta regió militar. Després que el MPLA va obrir el front oriental el 1966, l' Exército de Libertação Nacional de Angola (ELNA), l'ala armada del FNLA, va haver d'afirmar-se per no perdre terreny militar o polític davant els altres moviments d'alliberament, en particular el MPLA, la imatge de la qual guanyava cada vegada més importància. Recolzat per Zaire, un grup d'homes es van instal·lar a l'interior d'Angola per operar amb precisió a la regió oriental. La primera operació militar data del 19 de maig de 1968, quan un grup de 65 homes ingressa a la frontera prop de Teixeira de Sousa per reconèixer la ubicació de les forces portugueses, MPLA i UNITA. Aquest mateix any, el MPLA es converteix en l'únic moviment angolès reconegut per l'OUA.
El 1970, el MPLA estava consolidat sobre el terreny i era el moviment que més suport rebia de l'OUA. La seva zona d'influència cobria una gran part del territori d'Angola, dividit en sis regions militars, amb Dembos, Cabinda i Leste les més actives operacionalment:
- I RM: Dembos (1961)
- II RM: Cabinda (1964)
- III RM: Moxico, Cuando Cubango (1966)
- IV Rm: Luanda i Malange (1968)
- V RM: Huambo i Benguela
- VI RM: Huíla, Moçâmedes i Cunene

L'obertura de la IV RM pel MPLA en 1968 tenia un objectiu més important que el control d'una regió: es pretenia vincular el nord a l'est, amb suport logístic (armes i municions, conserves i medicaments) subministrats a aquesta regió des de Zàmbia, era l'anomenada Ruta Agostinho Neto que s'estenia des de Luena i Lungué-Bungo, cap a Luso i el districte de Lunda. En aquest recorregut es va produir la major lluita entre el MPLA i les forces portugueses.
No obstant això, els enfrontaments simultanis amb l'exèrcit portuguès, així com amb els combatents d'UNITA i les diferències internes, van provocar un debilitament del MPLA i l'abandó del Front Oriental el 1973, limitant-se a la regió amb la seva activitat militar de Cabinda; fins i tot va intentar un nou acord amb el FNLA per a la creació d'un Consell Suprem per a l'Alliberament d'Angola el desembre de 1972, però sense èxit. Aquest acord va provocar desacords interns en el MPLA que veu com les forces liderades per Daniel Chipenda, comandant de la Tercera Regió Militar, abandonen el moviment i tornar a Zàmbia, no abans d'haver perdut alguns homes en enfrontaments amb els combatents d'Agostinho Neto.
Pers la seva banda, el FNLA es trobava en una situació d'inactivitat militar, però amb el suport de Mobutu, que va enfortir el FNLA, va ser reconegut novament per l'OUA el 1971. L'any següent, la Xina va ajudar l'FNLA, seguint les relacions diplomàtiques amb el Zaire, però Mobutu limita aquesta ajuda per por a perdre el control del moviment. Des d'aquesta data fins al final del conflicte, les accions del FNLA no són més que petites emboscades i mines, i no hi ha cap contribució política significativa a l'alliberament d'Angola.
Les freqüents dificultats d'armament i l'amenaça del MPLA i del FNLA (que ara reben suport xinès), van portar a UNITA a canviar la seva estratègia i entrar en converses amb les autoritats portugueses. Savimbi arriba a un acord amb els fusters portuguesos, "Operação Madeira", i amb Zàmbia. D'aquesta manera, obté més marge de maniobra a la seva zona d'activitat i limita la seva activitat al ferrocarril de Benguela. L'"Operação Madeira", iniciada en 1971, permetia "llibertat personal i integritat física" a Savimbi, i és ben considerat pel govern central que guanyava així una força més contra els altres dos moviments. D'acord amb informacions militars dels portuguesos, UNITA estava perdent terreny a l'est davant el MPLA i, en 1969, prop de 145 guerrillers decideixen abandonar aquesta organització i tornar al FNLA. El 1970, l'activitat d'UNITA es va limitar a petites emboscades, segrestos i amenaces a la població. La seva zona d'influència es torna a veure afectada, particularment a l'oest on han progressat FNLA i MPLA. En 1973 el general Joaquim da Luz Cunha substituí Costa Gomes,i UNITA tornà a ser vista com a enemic. UNITA reprendrà les seves accions guerrilleres a principis de 1974, sent l'únic moviment que operava a Angola i amenaçava a les tropes portugueses.
L'any 1973 és un any de calma per a les tropes portugueses. El MPLA es troba en una situació militar difícil; UNITA tenia poca activitat sobre el terreny; i només el FNLA es mostra actiu al nord, tot i que amb limitacions, ja que tenia les seves bases al Zaire i era pressionat per Mobutu perquè es mantingués allunyat de la frontera amb Angola. Encara que sense gran activitat, Savimbi s'aprofita de la seva posició privilegiada per anunciar la seva àrea d'influència com a "zona alliberada" a periodistes estrangers, mentre rep les armes; MPLA rep suport d'instructors cubans i torna a operar a la regió de Cabinda; el FNLA opera a Uíje i planeja una operació a Cabinda.
Des d'una perspectiva global, els EUA estava perdent interès estratègic en aquesta regió d'Àfrica per prendre més atenció al sud-est Àsia, el que significa menys ajuda al FNLA; la Unió Soviètica havia estat reduint per un temps el seu suport al MPLA. D'altra banda, la informació disponible mostrava que encara que Portugal liderava el conflicte militarment, no aconseguiria derrotar les forces angoleses.

### 1974 a 1975: fi del conflicte

#### Inestabilitat político-militar
A Lisboa, des de fa alguns anys, hi ha hagut organitzacions de protesta contra la Guerra Colonial. L'Acció Revolucionària Armada (ARA), una organització portuguesa creada pel Partit Comunista Portuguès (PCP) en els anys 60, que tenia com a objectiu la lluita armada contra la dictadura feixista, i les Brigades Revolucionàries, una organització esquerrana, van lluitar contra les guerres colonials. Van dur a terme diverses operacions d'atacs de sabotatge i bombardeig sobre objectius militars, com ara els atacs a la base aèria de Tancos on van destruir diversos helicòpters el 8 de març de 1971 i la seu de l'OTAN al municipi d'Oeiras, el 27 d'octubre del mateix any. També cal destacar el sabotatge dels vaixells Cunene, Vera Cruz (per transportar tropes) i Niassa el 9 d'abril de 1974. La manca de popularitat de la Guerra Colonial entre molts portuguesos, alguns d'ells estudiants universitaris, va porta a la creació de diversos diaris i revistes d'esquerra radical, com Cadernos Circunstância, Polémica Cadernos Necessários, Tempo e Modo que apel·laven per solucions polítiques pels problemes colonials.

#### 25 d'abril de 1974 i alto el foc
En l'últim any del conflicte, l'opinió general entre els militars era que aquesta guerra es trobava en una situació insostenible. La incomoditat de l'exèrcit portuguès dona el seu primer senyal oficial a l'agost de 1973 amb la contestació d'un decret que va incorporar oficials milicians que no havien participat en la guerra; el decret llei els atribuïa la posició de Capità que passava als comandants d'una companyia de caçadors. Arran d'aquesta controvèrsia, es va crear el Moviment dels Capitans que al setembre, presenta una sol·licitud individual de dimissió d'un oficial de l'exèrcit. En els mesos següents, el moviment es va reunir a diversos llocs de Portugal, Guinea, Moçambic i Angola, per continuar amb la mobilització dels oficials i de pensar en una revolució. A principis de 1974, després dels greus esdeveniments a Moçambic, el Moviment dels Capitans es reuneix i exposa les seves preocupacions en una carta al general Spinola, signat per 180 oficials. A Lisboa també es donen moviments polítics i al març, tant Costa Gomes com Spinola són destituïts, el que determina el final de les operacions militars a Angola. La creixent inestabilitat a Portugal culmina el 25 d'abril de 1974, amb la revolució dels Clavells, un cop d'estat realitzar per l'esquerra militar a Lisboa, que va enderrocar al govern de Marcelo Caetano.

#### Acord d'Alvor
Al final de l'any, un seguit d'enfrontaments entre les forces d'alliberament, i la raó principal era el control de la capital, Luanda. Després que l'alto el foc amb els portuguesos a l'octubre, el mes següent els tres moviments entrareb a Luanda, on es produïren violents enfrontaments el 10 de novembre dels que van resultar aproximadament 50 morts. Cap a final d'any signaren nous acords entre ells, però els enfrontaments continuarien de manera intermitent, no només a Luanda, sinó a tot el país. El 3 de gener de 1975 els tres moviments, pressionats per l'OUA, es va reunir a Mombasa i van signar un memoràndum d'entesa que es va establir per unir-se en un front únic independent per negociar amb Portugal i mantenir la pau a Angola.
Finalment, la independència d'Angola es va establir el 15 de gener 1975 amb la signatura del tractat d'Alvor a l'Algarve, entre els tres moviments en el conflicte i el Govern portuguès. També es va establir la formació d'un govern de transició, compost per totes les parts signants de l'acord, així com la integració de les tres forces en una sola força militar conjunta, que també incloïa, fins al 29 de febrer de 1976, soldats de les Forces Armades portugueses. La independència i el traspàs de la sobirania es van programar per a l'11 de novembre d'aquell any.